# Koji Yoshida
Koji Yoshida (jap. 吉田幸司 Yoshida Koji; ur. 6 października 1972) – japoński zapaśnik walczący w stylu klasycznym. Zajął piąte miejsce na mistrzostwach Azji w 1997. Złoty medalista igrzysk Azji Wschodniej w 1997 roku.